# اس‌اس ارنمور
اس‌اس ارنمور (به انگلیسی: SS Earnmoor) یک کشتی بود که طول آن ۲۸۰ فوت (۸۵ متر) بود. این کشتی در سال ۱۸۸۷ ساخته شد.